# Trhovište
Trhovište je obec na Slovensku v okrese Michalovce.

## Dějiny
V historických záznamech je obec poprvé zmíněna v roce 1220 jako „Vasarhel“.

## Geografie
Obec leží v nadmořské výšce 132 metrů a má rozlohu 12,562 km². V obci žije asi asi 2 090 lidí. Obec je vzdálená od hlavního města Bratislavy 450 km, krajského města Košice 50,1 km a okresního města Michalovce 11,3 km, sousedí s pěti obcemi: Moravany, Bánovce nad Ondavou, Horovce, Laškovce a Pozdišovce.

## Správa
Obec má vlastní matriku a policii.

## Ekonomika
V obci je čerpací stanice a pojišťovna.

## Kultura a zajímavosti
V obci je veřejná knihovna, tělocvična a fotbalové hřiště.

### Památky
- Římskokatolicky kostel sv. Jana Křtitele, jednolodní pozdně barokní stavba s půlkruhovým ukončením presbytáře a mírně představenou věží z roku 1759. Začátkem 19. století prošel klasicistní úpravou, obnoven byl v roce 1885. Interiér je zaklenutý odvalovými klenbami. Zařízení kostela pochází z první poloviny 20. století. Kostel má hladké fasády, věž je ukončena stupňovitou jehlancovou helmicí.
- Řeckokatolický kostel Všech svatých, jednolodní klasicistní stavba s půlkruhovým ukončením presbytáře a mírně představenou věží z roku 1818. Obnovou prošel na konci 19. století. Interiér chrámu je zaklenut konchou a pruskými klenbami. Jeho vnitřní zařízení je z první poloviny 20. století. Fasády jsou členěny lizénami, věž je ukončena barokní helmicí.
- Reformovaný kostel, jednolodní neoklasicistní stavba s polygonálním závěrem a představenou věží z let 1895–1897. Stojí na místě dřevěného chrámu, který vyhořel v roce 1880. Fasády kostela jsou členěny pilastry. Věž vyrůstá ze štítového průčelí, ukončena je korunní římsou s terčíkem a jehlancovou helmicí
- Římskokatolická fara, jednopodlažní neobarokní stavba na půdorysu obdélníku s valbovou střechou z roku 1900.

### Významný nález
Dvě bronzové přilby, dva páry lícních chráničů a jeden pár spirálových náramků, unikátní v evropském měřítku, odhad stáří 1200 let před n. l.

## Osobnosti obce

### Rodáci
- Michal Maheľ (1920–1999), geolog, akademik